# The Couch Trip
The Couch Trip (titulada Del manicomio al sofá en Hispanoamérica y Los pacientes de un psiquiatra en apuros) es una película de comedia estadounidense de 1988 dirigida por Michael Ritchie. Está protagonizada por Dan Aykroyd, Walter Matthau, Charles Grodin, Donna Dixon y Richard Romanus. Distribuida por Orion Pictures, la película se estrenó el 15 de enero de 1988. 

## Sinopsis
Como el célebre terapeuta sexual George Maitlin (Charles Grodin) sufre una crisis nerviosa necesita urgentemente un psiquiatra que lo sustituya en su programa de radio. Por su parte, John Burns (Dan Aykroyd), que necesita una nueva identidad, pues se ha fugado del centro psiquiátrico de la prisión de Cicero, ocupa el puesto de Maitlin en y obtiene un éxito insospechado con sus descabellados consejos.

## Reparto
- Dan Aykroyd – John Burns
- Walter Matthau – Donald Becker
- Charles Grodin – George Maitlin
- Donna Dixon – Laura Rollins
- Richard Romanus – Harvey Michaels

- Datos: Q502703